# Oblast Ismajil
Die Oblast Ismajil (auch Oblast Ismail; ukrainisch Ізмаїльська область/Ismajilska oblast, russisch Измаильская область/Ismailskaja oblast) war eine Verwaltungseinheit in der Sowjetunion bzw. der Ukrainischen Sozialistischen Sowjetrepublik. Das Verwaltungszentrum war die Stadt Ismajil. Die Oblast umfasste eine Fläche von 12.400 km².

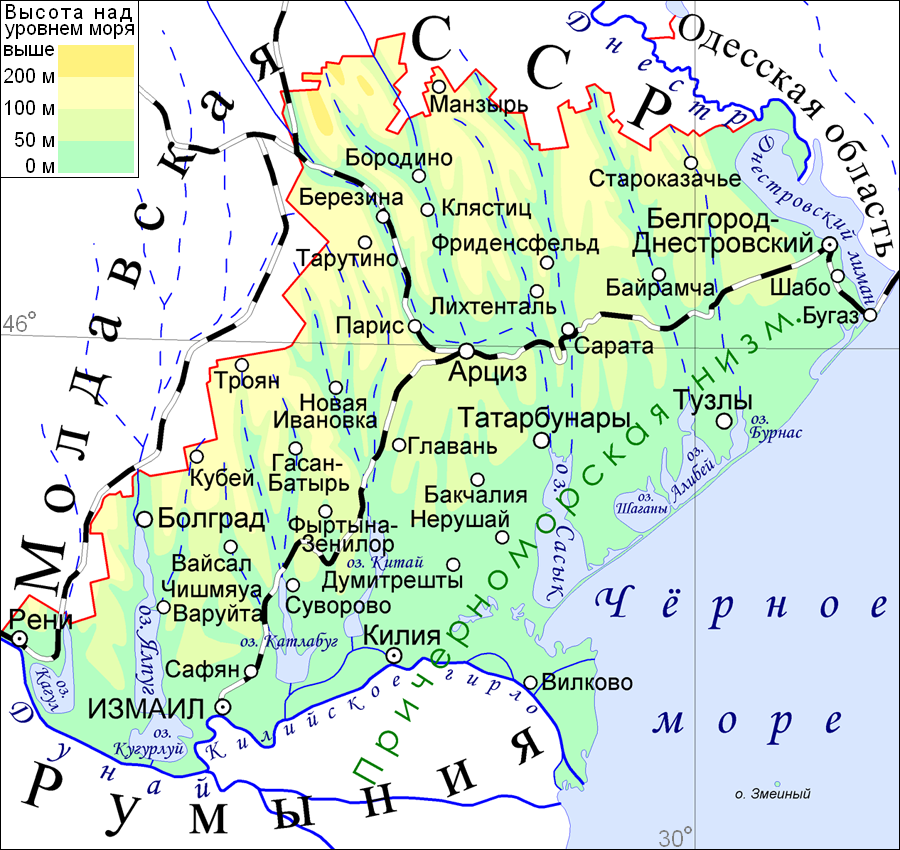
Das Gebiet der Oblast

Die Oblast wurde per Ukas des Präsidiums des Obersten Sowjets der Sowjetunion am 7. August 1940 als Oblast Akkerman (mit dem Oblastzentrum Akkerman, russisch Аккерманская область) geschaffen und bestand bis zu ihrer Auflösung am 15. Februar 1954, als das Gebiet der Oblast Odessa angeschlossen wurde.
Am 7. Dezember 1940 wurde die Oblast auf Grund der Verlegung des Oblastzentrum in die Stadt Ismajil in Oblast Ismajil umbenannt.

## Administrative Gliederung
Die Oblast setzte sich aus folgenden Rajon zusammen (es werden die russischen Namen angeführt, da diese die zeitgenössischen amtlichen Bezeichnungen widerspiegeln):
- Rajon Arzis mit Rajonszentrum Arzis (Арциз)
- Rajon Bolgrad mit Rajonszentrum Bolgrad (Болград)
- Rajon Borodino mit Rajonszentrum Budschak (Бородино)
- Rajon Kilija mit Rajonszentrum Kilija (Килия)
- Rajon Liman mit Rajonszentrum Schabo (Шабо)
- Rajon Nowaja Iwanowka mit Rajonszentrum Nowaja Iwanowka (Новая Ивановка)
- Rajon Reni mit Rajonszentrum Reni (Рени)
- Rajon Sarata mit Rajonszentrum Sarata (Сарата)
- Rajon Starokasatsche mit Rajonszentrum Starokasatsche (Староказачье)
- Rajon Suworowo mit Rajonszentrum Katlabuh (Суворово)
- Rajon Tarutino mit Rajonszentrum Tarutino (Тарутино)
- Rajon Tatarbunary mit Rajonszentrum Tatarbunary (Татарбунары)
- Rajon Tusla mit Rajonszentrum Tusly (Тузлы)